# Matwij Bobal (ur. 1959)
Matwij Matwijowycz Bobal (ukr. Матвій Матвійович Бобаль, ros. Матвей Матвеевич Бобаль, Matwiej Matwiejewicz Bobal; ur. 18 kwietnia 1959 w Użhorodzie) – ukraiński piłkarz, grający na pozycji pomocnika, a wcześniej napastnika, trener piłkarski.

## Kariera piłkarska

### Kariera klubowa
Wychowanek klubu Dynamo Kijów. Pierwszy trener - Wadym Sosnychin. Występował w drużynie rezerwowej Dynama, a w 1979 debiutował w podstawowym składzie. W lipcu 1979 przeszedł do Karpat Lwów. W sierpniu 1980 przeniósł się do Metałurha Zaporoże. W 1982 zakończył karierę piłkarską w klubie Zakarpattia Użhorod.

## Życie prywatne
Od 1986 sędziował mecze piłkarskie. Był również prezesem i trenerem Zakarpattia Użhorod. Obecnie pracuje na stanowisku dyrektora stadionu "Awanhard" w Użhorodzie. Wychowuje dwóch synów Matwija (piłkarz) i Jurija (sędzia) oraz córkę Natalię (tenisistka).